# Babardeală cu bucluc sau porno balamuc
Babardeală cu bucluc sau porno balamuc (titlul în engleză: Bad Luck Banging or Loony Porn) este un film românesc de comedie din 2021 regizat de Radu Jude.
Subintitulat „Schiță pentru un film popular”, lungmetrajul „Babardeală cu bucluc sau porno balamuc” analizează raporturile dintre individ și societate, având ca punct de plecare urmările pe care un clip porno de amatori aparținând unei profesoare de școală generală și ajuns pe un site specializat le provoacă în viața acesteia.
Rolurile principale sunt interpretate de actorii Katia Pascariu, Claudia Ieremia, Olimpia Mălai și Andi Vasluianu. Filmările au avut loc în România.

## Prezentare
Profesoara Emi își vede amenințate cariera și reputația după ce o înregistrare video personală erotică este distribuită pe internet. Forțată să se înfrunte cu părinții elevilor săi care îi cer demisia, Emi refuză să cedeze în fața presiunii.

## Distribuție
- Katia Pascariu - rolul Emi
- Claudia Ieremia - rolul Directoarea
- Olimpia Mălai - rolul Doamna Lucia
- Andi Vasluianu - rolul Domnul Otopeanu
- Nicodim Ungureanu - rolul Domnul Gheorghescu
- Tudorel Filimon
- Ilinca Manolache
- Alexandru Potocean
- Dana Voicu
- Ion Dichiseanu

## Premii și nominalizări
Lungmetrajul Babardeală cu bucluc sau porno balamuc a câștigat Ursul de Aur în competiția oficială a celei de-a 71-a ediții a Festivalului Internațional de Film de la Berlin.

## Producția
Filmările au avut loc în august și septembrie 2020. A fost filmat pe peliculă de 35mm, iar unele secvențe sunt filmate cu telefonul. Montajul a fost efectuat în Luxemburg.